# FireEye
FireEye — американская компания, специализирующаяся на предоставлении решений и услуг сетевой безопасности. Головной офис компании находится в Калифорнии. Считается основоположником систем защиты от угроз «нулевого дня». 

## История компании
Компанию создал в 2004 году американец пакистанского происхождения Ашар Азис на деньги фонда Sequoia Capital.
Основными инвесторами компании на данный момент являются Sequoia Capital, In-Q-Tel и Juniper Networks.
С апреля 2015 года FireEye и HP заключили партнерское соглашение о совместной разработке решений для кибербезопасности.

## Продукты компании
- Платформа FireEye — интеллектуальный сетевой брандмауэр;
- FireEye EX — решение для защиты от фишинговых атак;
- FireEye Network — платформа кибербезопасности.